# Тамансько-Запорозький заказник
Тама́нсько-Запоро́зький заказник (рос. Тамано-Запорожский заказник) — природоохоронна територія, зоологічний заказник федерального значення в межах Темрюцького району Краснодарського краю Російської Федерації.

## Розташування та склад
Заказник включає в себе всю Таманську затоку, а також прибережну смугу шириною до 500 м. До складу заказника входять і прибережні низинні острови коси Чушка — Безіменний, Голенький, Дзендзик, Крупініна, Лисій, Оторваний.
Був утворений 1967 року і складається з двох частин:
- Таманський заказник — включає безпосередньо основну частину Таманської затоки без північної частини — Дінської затоки. Площа — 18 тисяч га.
- Запорозький (Дінський) заказник — включає в себе північну частину Таманської затоки — Дінську затоку. Площа — 12 тисяч га.

## Охорона
Заказник створений для охорони спільнот псамофільної та гідрофільної рослинності, надважливі прибережні мілководдя, черепашкові коси та острови для існування водоплавних птахів.

### Флора
Одне з найбільш широко поширених спільнот рослин — псамофітна рослинність, найкраще збережена екосистема на всьому Таманському півострові. На прибережних пісках зростають колосняк піщаний (Léymus arenárius), морська гірчиця звичайна (Cakile maritima), свинорий пальчастий (Cýnodon dáctylon), катран понтійський (Crambe pontica), локриця (Glycyrrhíza glabra), льонок дроколистий (Linaria genistifolia). Із галофітів на прибережних піщано-черепашкових дюнах поширені буркун білий (Melilótus álbus), сведа заплутана (Suaeda confusa) та сведа сланка (Suaeda prostrata), солянка содоносна (Salsola soda) та солянка трагус (Salsola tragus), кермек Меєра (Limonium meyeri). На морських солончаках поширені тонконого-пирійні, ситниково-осокові та солеросові асоціації. Рослинність водойм формується із видів, занурених у воду: гігрофітів, гідрофітів та гідафітів. Широкого розповсюдження набули фітоценози камки морського (Zostera marina) та камки малої (Zostera noltii), які часто утворюють угрупування на значних площах. Такими ж поширеними є рдесник гостролистий (Potamogeton acutifolius). У водоймах прибережних ділянок зустрічається типово плавнева рослинність з присутністю очерету звичайного, рогозу та осок.

### Фауна
Заказник виступає як місце гніздування навколоводних видів птахів, занесених до Червоних книг Росії та Краснодарського краю: галагаз (Tadorna tadorna), кулик-сорока (а саме підвид Haematopus ostralegus longipes), пісочник морський (Charadrius alexandrinus), крячок малий (Sterna albifrons). На території островів розташовані колонії баклана великого (Phalacrocorax carbo, 750 пар), крячка річкового (Sterna hirundo, 300 пар) та крячка рябодзьобого (Sterna sandvicensis, 300 пар). Таманська затока виступає також і як місце зупинки перелітних птахів, так як знаходиться на інтенсивній міграційній трасі. Відмічаються осінні скупчення мартина жовтоногого (Larus cachinnans) та мартина звичайного (Larus ridibundus), чаплі рудої (Ardea purpurea). Восени 1995 року тут були відмічені лиски (Fulica atra, 200 тисяч особин), крижні (Anas platyrhynchos, 54 тисячі особин), попелюхи (Aythya ferina, 200 тисяч особин) та лебідь-шипун (Cygnus olor, 1,5 тисячі особин). Заказник є місцем зупинки і великих концентрацій пролітних куликів: турухтан (Philomachus pugnax), крем'яшник звичайний (Arenaria interpres), коловодник звичайний (Tringa totanus). На зимівлі у межах заказника залишаються водоплавні птахи: лебідь-кликун (Cygnus cygnus, 1,5 тисячі особин у 2003 році) та лебідь-шипун; серед качок — чернь чубата (Aythya fuligula, 11,5 тисяч особин у 2003 році), крижень, попелюх, пірникоза велика (Podiceps cristatus), баклан великий, лиска, мартин жовтоногий; серед куликів — коловодник звичайний та коловодник великий (Tringa nebularia), кульон середній (Numenius phaeopus) та кульон великий (Numenius arquata), баранець звичайний (Gallinago gallinago), побережник чорногрудий (Calidris alpina), на косі Чушка відмічений кулик-сорока. Серед рідкісних птахів відмічені гагара чорношия (Gavia arctica), орлан-білохвіст (Haliaeetus albicilla), журавель степовий (Anthropoides virgo), дрохва (Otis tarda), хохітва (Tetrax tetrax), кулик-сорока, кроншнеп великий, мартин каспійський (Larus ichthyaetus).
Таманська та частково Дінська затоки є місцем проживання афаліни чорноморської (Tursiops truncatus ponticus), підвиду, занесеного до Червоних книг Росії та Краснодарського краю. Тут також знаходяться під охороною і значна кількість риби: севрюга, білуга, рибець звичайний, шемая, судак, сазан, тараня та лящ.

## Екологія
У листопаді 2007 року у Керченській протоці біля берегів коси Чушка сталась екологічна катастрофа: затонули танкер із мазутом та сухогруз із сіркою. Таким чином до води потрапило 2,2 тисячі тон мазути. Забруднення зачепило і Таманську затоку та дрібні низинні острови біля коси.

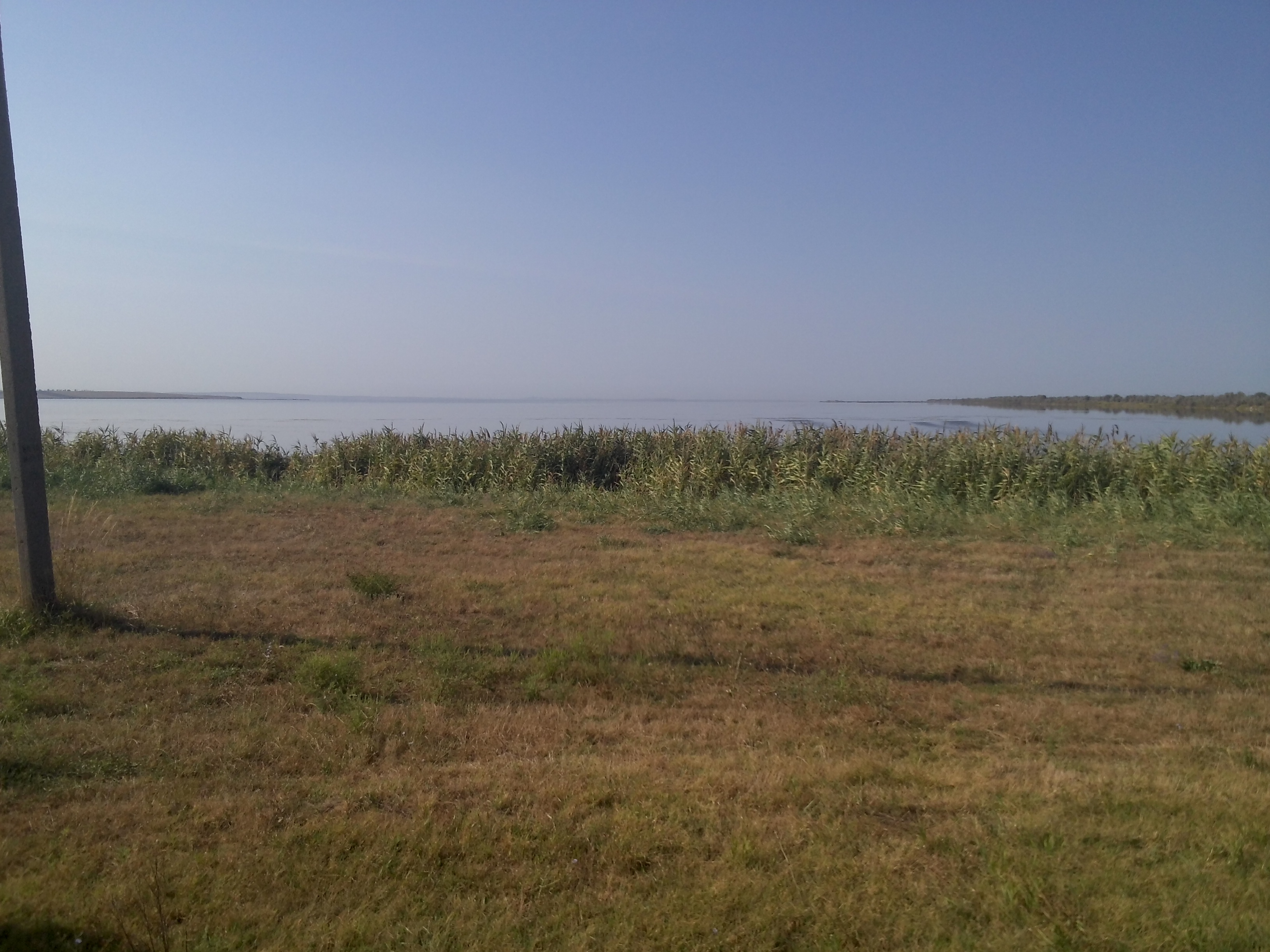
Дінська затока у районі селища Ілліч
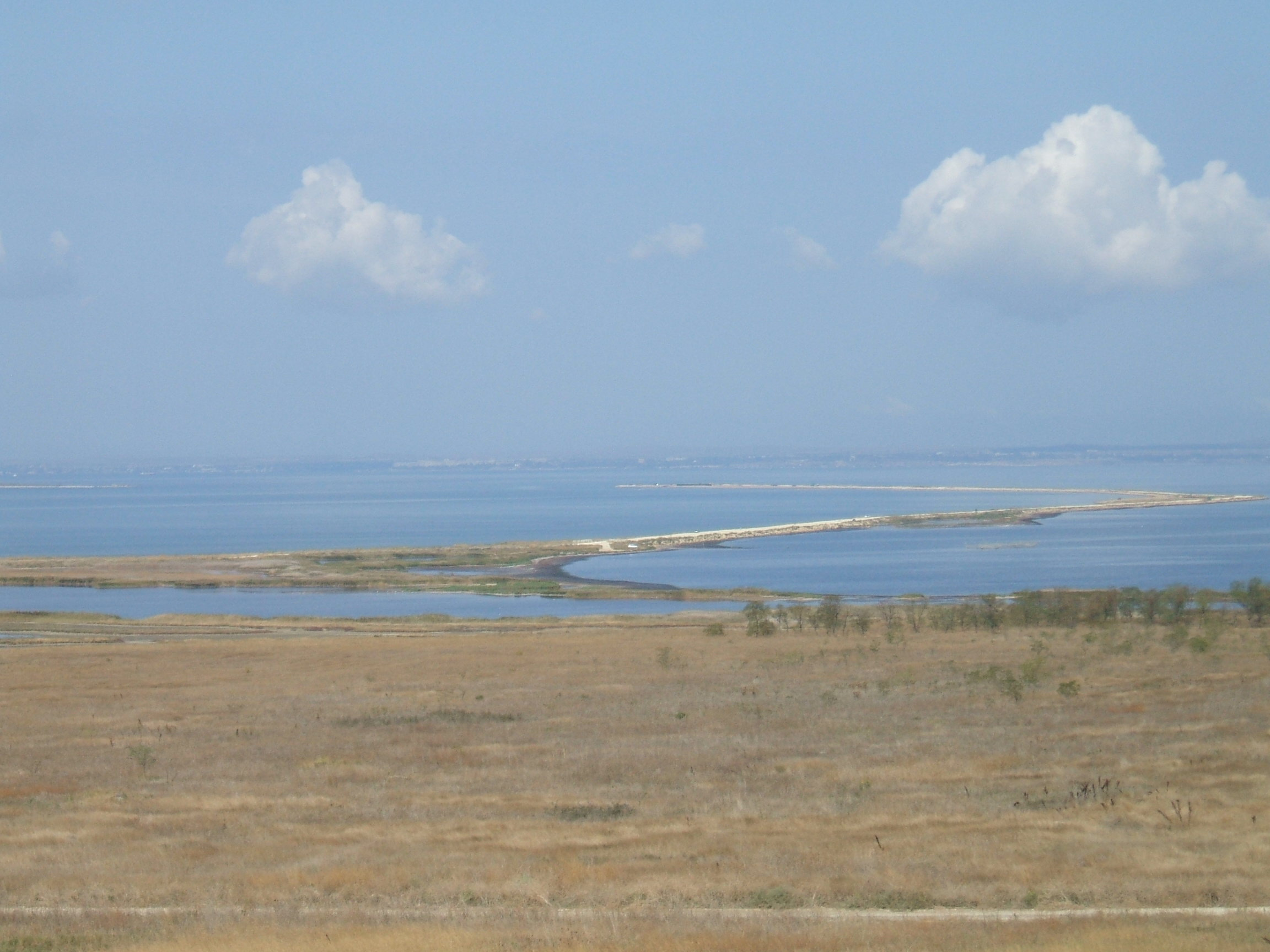
Тузлинська коса